# Eugeniusz Kuszko

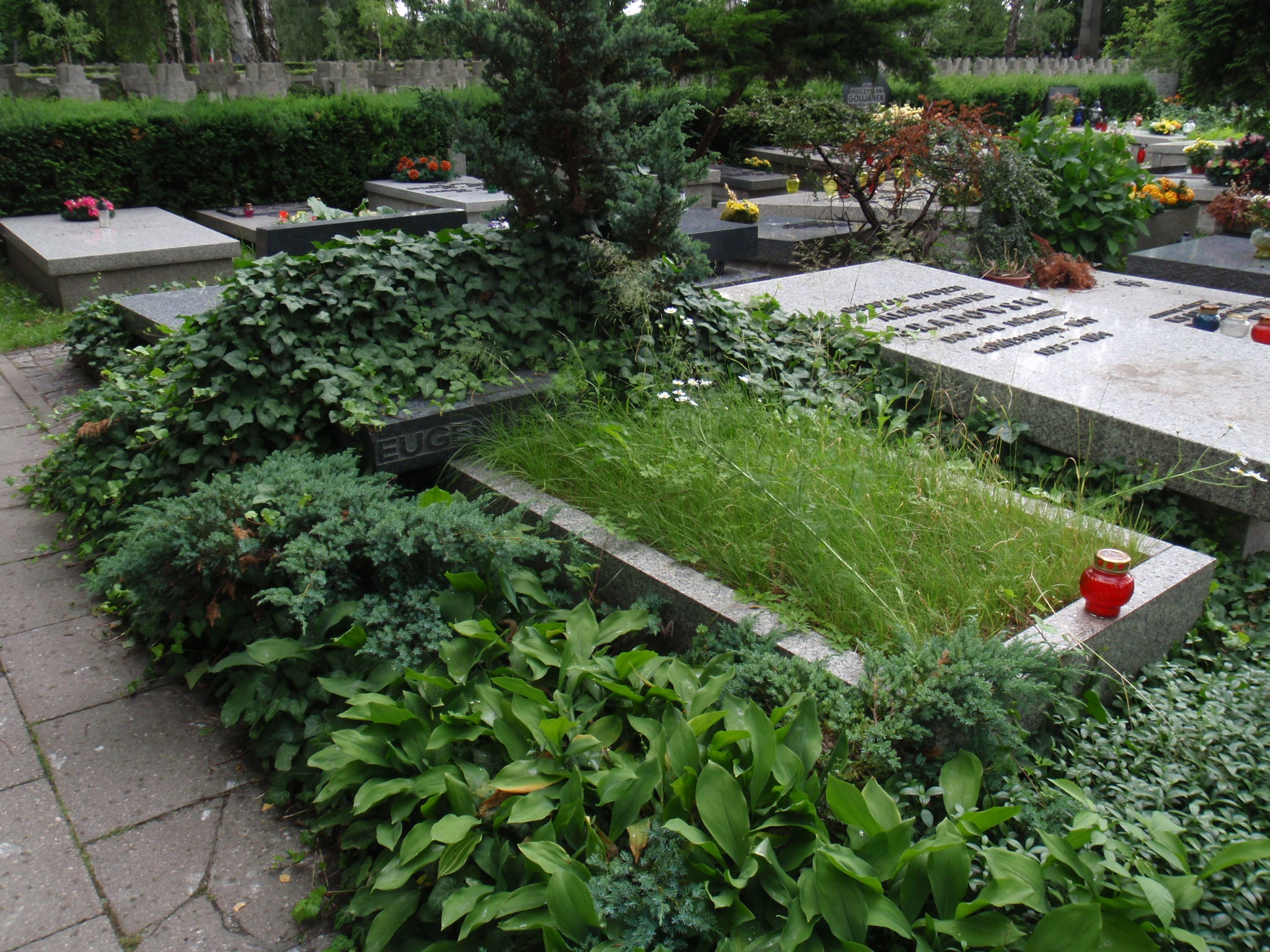
Grób Eugeniusza Kuszko na cmentarzu Wojskowym na Powązkach w Warszawie

Eugeniusz Kuszko (ur. 4 kwietnia 1907 w Przemyślu, zm. 31 sierpnia 1984 w Warszawie) – poseł na Sejm Ustawodawczy, generał dywizji Wojska Polskiego, zastępca szefa i szef Głównego Zarządu Politycznego WP.

## Życiorys
Syn Maksymiliana i Ireny z Jackowiczów. W 1926 ukończył gimnazjum i rozpoczął studia filozoficzne na Uniwersytecie Jana Kazimierza we Lwowie. Od 1925 był działaczem Komunistycznego Związku Młodzieży Polski. Równolegle ze studiami działał od 1927 w Komunistycznej Partii Polski i Komunistycznej Partii Zachodniej Ukrainy. Od sierpnia 1927 do lipca 1928 był słuchaczem I Kursu Szkoły Wojskowo-Politycznej przy Sekcji Polskiej Komitetu Wykonawczego Międzynarodówki Komunistycznej w Moskwie. Po ukończeniu kursu został kierownikiem Centralnego Wydziału Wojskowego Komunistycznej Partii Zachodniej Ukrainy. W 1928 był zaproszony na obrady VI Kongresu Międzynarodówki Komunistycznej. Za działalność komunistyczną w szeregach WP w regionie przemyskim został aresztowany we Lwowie. W procesie, który odbył się w 1929 roku został uniewinniony i zwolniony z aresztu. W listopadzie 1930 został aresztowany po raz kolejny i w procesie 57 komunistów w Łucku, który odbył się na przełomie lutego i marca 1934, został skazany za zdradę stanu na rzecz ZSRS na 8 lat więzienia. Był osadzony w więzieniu w Rawiczu. W marcu 1936 zwolniony na skutek amnestii. We wrześniu 1939, po zajęciu Przemyśla przez Armię Czerwoną został redaktorem „Czerwonego Przemyśla”.
Po agresji III Rzeszy na ZSRR zmobilizowano go w Drohobyczu do Armii Czerwonej. Służył jako podoficer w Krasnojarskiej Dywizji Piechoty. W listopadzie 1941 brał udział w walkach pod Rostowem nad Donem. Potem służył w 281 pułku artylerii, a następnie w batalionie budowlanym na zapleczu frontu na Kaukazie. We wrześniu 1943 przeniesiony został na własną prośbę z ACz do ludowego Wojska Polskiego i wyznaczony na stanowisko szefa kancelarii sekcji polityczno-wychowawczej w 4 pułku czołgów ciężkich. W marcu 1944 skierowany na Kurs Specjalny dla Oficerów Polityczno-Wychowawczych w Moskwie, a w czerwcu 1944 objął stanowisko zastępcy komendanta Szkoły Oficerów Polityczno-Wychowawczych. Od 1944 był członkiem Polskiej Partii Robotniczej. 4 października 1944 objął obowiązki zastępcy dowódcy 8 Dywizji Piechoty im. Bartosza Głowackiego do spraw politycznych. Przeszedł szlak bojowy 8 Dywizji Piechoty przez Warszawę nad Nysę Łużycką. Brał udział w forsowaniu rzeki na południe od Rothenburga oraz w walkach na kierunku Budziszyn i Drezno. W dniach 25 kwietnia – 6 maja 1945 8 Dywizja Piechoty brała udział w likwidacji wojsk niemieckich pod Budziszynem i zakończyła swój szlak bojowy biorąc udział w operacji praskiej.
Po zakończeniu wojny objął w czerwcu 1945 funkcję zastępcy dowódcy Okręgu Wojskowego nr V w Krakowie do spraw polityczno-wychowawczych. 31 października 1945 wyznaczony został na stanowisko zastępcy szefa Głównego Zarządu Polityczno-Wychowawczego WP. W kwietniu 1946 został pierwszym zastępcą szefa Głównego Zarządu Polityczno-Wychowawczego Wojska Polskiego i szefem Oddziału II Propagandy, a w lipcu 1946 zastępcą dyrektora Państwowego Urzędu Wychowania Fizycznego i Przysposobienia Wojskowego do spraw polityczno-wychowawczych. Uchwałą Prezydium Krajowej Rady Narodowej z 17 grudnia 1946 został mianowany na stopień generała brygady. W latach 1947–1952 był posłem na Sejm Ustawodawczy. Od grudnia 1947 był szefem GZP-W WP, jednak już w październiku 1948 został odwołany z tej funkcji i przeniesiony w stan nieczynny, a w grudniu 1949 przeniesiony do rezerwy.
W latach 1950–1957 pracował jako kierownik Działu Literatury Filozoficznej Wydawnictwa Książka i Wiedza w Warszawie. Po październiku 1956 powołany ponownie do służby czynnej i mianowany zastępcą szefa Głównego Zarządu Politycznego WP (gen. dyw. Janusza Zarzyckiego). W lutym 1960 przejął od gen. bryg. Adama Uziembło obowiązki komendanta Wojskowej Akademii Politycznej im. Feliksa Dzierżyńskiego. 30 września 1965 uchwałą Rady Państwa PRL został awansowany na stopień generała dywizji. Od lipca 1965 pełnił funkcję attaché wojskowego, morskiego i lotniczego przy Ambasadzie PRL w Moskwie. W styczniu 1970 zakończył służbę wojskową z powodu osiągnięcia granicy wieku w posiadanym stopniu, został pożegnany przez ministra obrony narodowej gen. broni Wojciecha Jaruzelskiego i przeniesiony w stan spoczynku.
W stanie spoczynku działał w Lidze Obrony Kraju oraz w Towarzystwie Wiedzy Powszechnej. Był wieloletnim członkiem Rady Naczelnej i Zarządu Głównego ZBoWiD, jak również współorganizatorem Związku Byłych Żołnierzy Zawodowych. 10 października 1983 gen. broni Florian Siwicki, w zastępstwie Ministra Obrony Narodowej, wyróżnił go wpisem do „Honorowej Księgi Czynów Żołnierskich”.
Został pochowany 4 września 1984 r. na Cmentarzu Wojskowym na Powązkach w Warszawie (kwatera B 4 rz. 7 m. 1). W uroczystościach pogrzebowych uczestniczyła delegacja WP z komendantem WAP gen. dyw. Władysławem Polańskim, który pożegnał Zmarłego w imieniu Wojska Polskiego oraz wiceprezes Rady Naczelnej ZBoWiD Eugeniusz Szyr, który przemawiał w imieniu władz ZBoWiD.

## Życie prywatne
Mieszkał w Warszawie. Od 1955 żonaty z Anną z domu Reich. Małżeństwo miało syna.

## Ordery i odznaczenia
- Order Sztandaru Pracy I klasy (1963)
- Krzyż Srebrny Orderu Virtuti Militari (1945)
- Krzyż Grunwaldu III klasy (1945),
- Krzyż Komandorski Orderu Odrodzenia Polski (1958)
- Krzyż Kawalerski Orderu Odrodzenia Polski (1945)
- Złoty Krzyż Zasługi
- Medal za Warszawę 1939–1945
- Medal za Odrę, Nysę, Bałtyk
- Medal Zwycięstwa i Wolności 1945
- Medal 10-lecia Polski Ludowej
- Medal 30-lecia Polski Ludowej
- Medal 40-lecia Polski Ludowej
- Srebrny Medal „Siły Zbrojne w Służbie Ojczyzny” (1962)
- Brązowy Medal „Siły Zbrojne w Służbie Ojczyzny”
- Srebrny Medal „Za zasługi dla obronności kraju” (1968)
- Brązowy Medal „Za Zasługi dla Obronności Kraju”
- Odznaka Grunwaldzka
- Złota odznaka honorowa „Za Zasługi dla Warszawy” (1965)[6]
- Order Czerwonego Sztandaru (1968)
- Medal za Zwycięstwo nad Niemcami w Wielkiej Wojnie Ojczyźnianej 1941-1945
- Medal jubileuszowy „Dwudziestolecia zwycięstwa w Wielkiej Wojnie Ojczyźnianej 1941–1945” (ZSRR, 1968)
- Medal jubileuszowy „Trzydziestolecia zwycięstwa w Wielkiej Wojnie Ojczyźnianej 1941–1945” (ZSRR, 1975)
- Medal jubileuszowy „50 lat Sił Zbrojnych ZSRR” (ZSRR, 1968)[7]
- i wiele innych

## Wybrana bibliografia
- Wojskowa działalność Komunistycznej Partii Polski: Wstępem opatrzył i do druku przygotował Leszek Grot, Wojskowy Przegląd Historyczny, Warszawa 1988, Nr 4 (126), ss. 136–145.